# 马斯科蒂
马斯科蒂是巴西巴伊亚州的一个市镇。总面积709.253平方公里，总人口13114人，人口密度18.5人/平方公里。